# Дунєбабін Андрій Володимирович
Андрій Володимирович Дунєбабін (нар. 8 квітня 1961) — український комсомольський діяч, секретар ЦК ЛКСМУ в 1990—1991 роках. Член ЦК КПУ в грудні 1990 — серпні 1991 р.

## Біографія
У 1983 році закінчив історичний факультет Харківського державного університету імені Горького. Член КПРС.
До січня 1991 року — секретар Харківського обласного комітету ЛКСМУ.
З 19 січня 1991 року — секретар ЦК ЛКСМУ (МДС) та голова комісії з питань політики, культури і міжнародних зв'язків.
Потім — 1-й помічник президента Акціонерного поштово-пенсійного банку «Аваль». Керівник ТОВ «Престиж Фільм»».